# Brigata paracadutisti "Folgore"
La Brigata paracadutisti "Folgore" è una grande unità aviotrasportata dell'Esercito Italiano, posta alle dipendenze del Comando Forze Operative Terrestri.
Istituita il 1º gennaio 1963 a Pisa, per trasformazione del preesistente Centro Militare di Paracadutismo, la Brigata ha il suo quartier generale a Livorno ed è dislocata con la maggior parte dei suoi reparti in Toscana (Siena, Pisa, Grosseto, Pistoia) con l'8º Reggimento guastatori paracadutisti a Legnago (VR) e con il 185º Reggimento artiglieria paracadutisti a Bracciano (RM).

## Storia

### Le origini e la seconda guerra mondiale

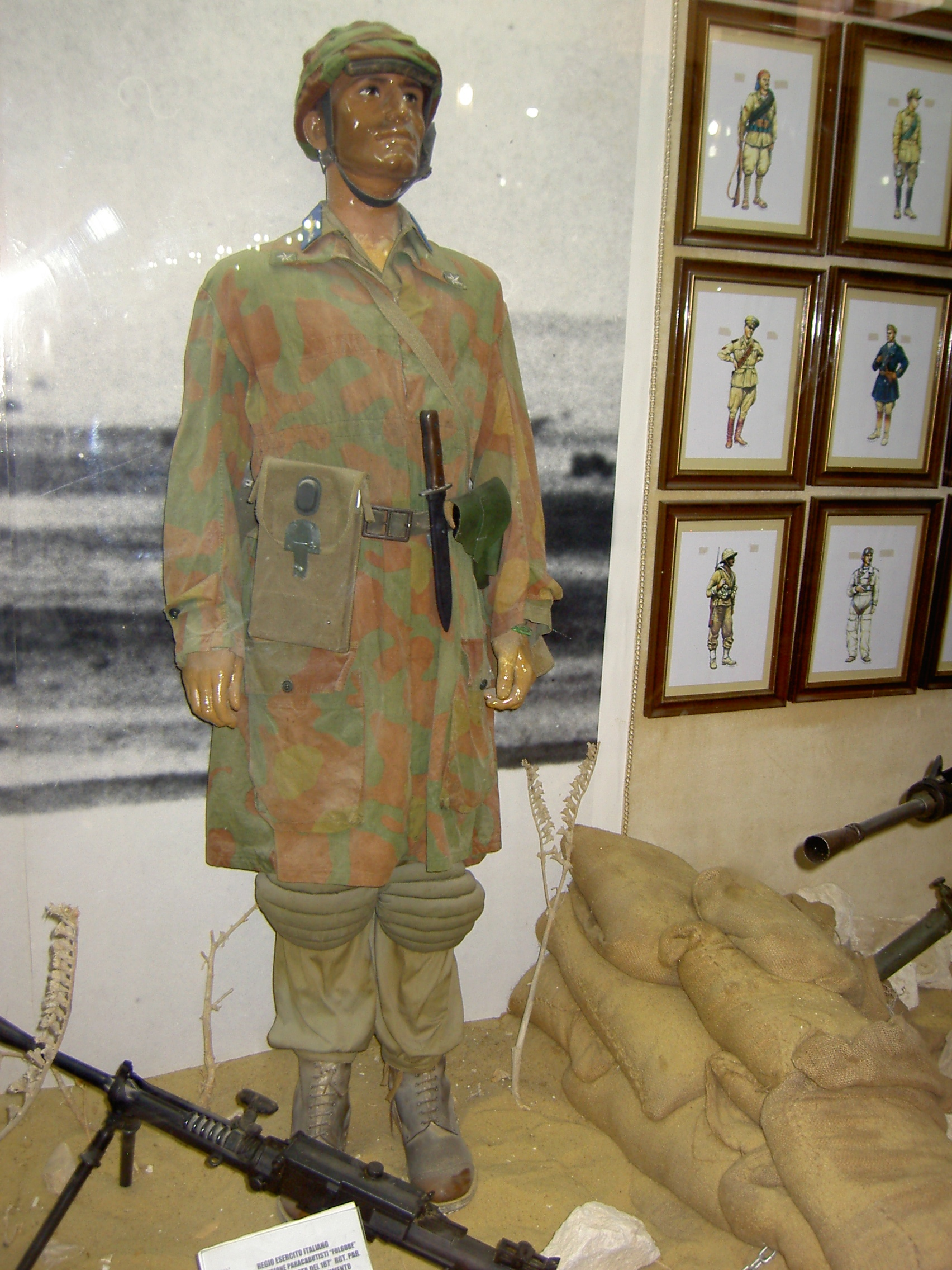
Divisa originale di un paracadutista della divisione Folgore nel 1942

La storia delle unità di fanteria paracadutista in Italia ha origine nel 1938, con la costituzione del Battaglione paracadutisti libici Fanti dell'Aria, mentre nel 1939 a Tarquinia nasce la prima scuola di paracadutismo in Italia. Fu solo dopo i successi delle unità paracadutiste tedesche nella fase iniziale della seconda guerra mondiale che lo Stato maggiore del Regio Esercito italiano autorizzò nel 1941 la formazione di una prima divisione, la Folgore, seguita dalla 184ª Divisione paracadutisti Nembo e dalla incompiuta 183ª Divisione paracadutisti Ciclone.
Alla fine del conflitto, la sola unità ancora operante fu il Reggimento paracadutisti Nembo, già inquadrato nel Gruppo di Combattimento Folgore che, dopo il congedo dei militari brevettati, anche se in gran parte impegnati negli anni di guerra come unità di fanteria convenzionale, non disponeva più di effettive capacità di aviolancio. Anche le qualifiche di brevetto non erano più conseguibili, in quanto le condizioni di pace precludevano alle forze armate italiane di disporre di unità di paracadutisti e il Reggimento venne infatti convertito di lì a poco in un'unità di fanteria convenzionale.

### La riorganizzazione del dopoguerra
Tuttavia, già nel 1946 venne formato a Roma il Centro di esperienze per il paracadutismo militare, rinominato l'anno successivo Centro militare di paracadutismo, che, con mezzi di recupero e nonostante varie difficoltà, riuscì a riprendere una limitata attività addestrativa di paracadutismo militare.
Nel corso del 1948, con il progressivo allentarsi delle restrizioni imposte dalle condizioni di pace, il Centro si trasferì a Viterbo e attivò una Compagnia sperimentale paracadutisti, seguita da una seconda, che nel 1952 diedero vita al "Battaglione paracadutisti".
Gli anni successivi videro una progressiva espansione del Centro, con l'attivazione di un Reparto carabinieri paracadutisti, di un Reparto sabotatori paracadutisti e di altre unità di supporto.
Nel 1957 sotto il comando del generale di divisione Mario Puddu il Battaglione paracadutisti diede vita al 1º Gruppo tattico paracadutisti.
I paracadutisti militari italiani risultarono a quel punto così organizzati:
- Centro militare di paracadutismo, su:
  - Comando e Compagnia comando
  - Reparto addestramento reclute
  - Ufficio servizi
  - Compagnia aviorifornitori
- Compagnia carabinieri paracadutisti
- Compagnia sabotatori paracadutisti
- 1º Gruppo tattico paracadutisti

In quegli anni ai paracadutisti fu concesso l'uso del basco grigioverde (in memoria del basco della 184ª Divisione paracadutisti "Nembo") in sostituzione del basco cachi all'epoca in uso nell'Esercito Italiano.

### La I Brigata paracadutisti

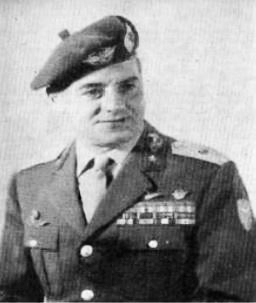
Il generale Aldo Magri primo comandante della ricostituita brigata paracadutisti

Il 1º gennaio 1963, a seguito di un'ulteriore espansione dei reparti, venne ufficialmente attivata la Brigata paracadutisti, su decisione del suo capo di stato maggiore dell'epoca, il generale Giuseppe Aloia.
Primo comandante della ricostituita brigata paracadutisti, che fu posta alla dipendenze dello Stato Maggiore dell'Esercito, fu il generale Aldo Magri.
Venne inizialmente così organizzata:
- Comando e compagnia comando
- Compagnia carabinieri paracadutisti (Battaglione dal 15 luglio 1963)
- Battaglione sabotatori paracadutisti
- 1º Reggimento Paracadutisti (su due battaglioni)
- Gruppo artiglieria da campagna paracadutisti (su due batterie)
- Sezione elicotteri (dal 1966)
- Centro addestramento paracadutismo (dal 1964 Scuola militare di paracadutismo), su:
  - Comando e Compagnia comando
  - Battaglione addestramento reclute
  - Ufficio servizi
  - Compagnia aviorifornitori

Nello stesso 1963 la I Brigata paracadutisti venne inquadrata nel VI Corpo d'armata di Bologna in cui erano inquadrate le brigate di fanteria Friuli e Trieste.

### La brigataFolgore
Il 10 giugno 1967 alla Brigata venne concesso il nome di Folgore, e dal 1º luglio successivo il colore del basco divenne amaranto.
Dopo lo scioglimento del VI Corpo d'armata, avvenuto il 1º aprile 1972 la Brigata paracadutisti Folgore e le due brigate di fanteria "Friuli" e "Trieste", passarono alle dipendenze della VII Comando militare territoriale - Regione Militare Tosco-Emiliana costituitosi in seguito all'unificazione del VI Comando Militare Territoriale di Bologna e del VII Comando Militare Territoriale di Firenze.
Nel 1975, con l'abolizione del livello reggimentale nell'ambito della generale ristrutturazione e razionalizzazione dell'Esercito Italiano, la Brigata paracadutisti "Folgore" venne così riorganizzata:
- Comando e Compagnia comando
- 1º Battaglione carabinieri paracadutisti Tuscania, su:
  - Compagnia comando e servizi
  - Compagnia carabinieri paracadutisti
  - Compagnia allievi carabinieri paracadutisti
- 2º Battaglione paracadutisti Tarquinia, su:
  - Compagnia comando e servizi Aquile
  - 4ª Compagnia paracadutisti Falchi
  - 5ª Compagnia paracadutisti Pipistrelli
  - 6ª Compagnia paracadutisti Grifi
  - Compagnia Ar.Sos. (Armi di Sostegno) Mortaisti Sparvieri
- 5º Battaglione paracadutisti "Al Alamein", su
  - 11 Compagnia paracadutisti Peste
  - 13ª Compagnia paracadutisti Condor
  - 14ª Compagnia paracadutisti Pantere Indomite
  - 15ª Compagnia paracadutisti Diavoli Neri
  - Compagnia Ar.Sos. (Armi di Sostegno) Mortaisti Vampiri
- 9º Battaglione d'Assalto Col Moschin (ex Battaglione sabotatori), su:
  - Compagnia comando e servizi
  - Compagnia d'assalto paracadutisti
  - Compagnia allievi d'assalto paracadutisti
- 185º Gruppo artiglieria paracadutisti Viterbo, su:
  - Batteria comando e servizi Leoni
  - 1ª Batteria artiglieria paracadutisti Draghi
  - 2ª Batteria artiglieria paracadutisti Aquile
  - 3ª Batteria artiglieria paracadutisti Diavoli
- 26º Gruppo squadroni aviazione leggera esercito (ALE) Giove, su:
  - Squadrone comando e servizi
  - 426º Squadrone elicotteri
  - 526º Squadrone elicotteri
  - Squadrone mantenimento
- Battaglione logistico paracadutisti Folgore, su:
  - Compagnia comando e servizi
  - Compagnia rifornimenti Cobra
  - Compagnia mantenimento Castori
  - Compagnia trasporti Canguri
- Compagnia esploratori paracadutisti Folgore
- Compagnia controcarri paracadutisti Folgore
- Compagnia genio pionieri paracadutisti Folgore
- Reparto Comando e Trasmissioni Recotrasm, su:
  - Compagnia Trasmissioni Gufi
  - Compagnia Comando
- Scuola militare di paracadutismo, su:
  - Comando e Compagnia comando
  - Reparto servizi
  - Compagnia Aviorifornimenti Pellicani
  - Compagnia Aviolanci e manutenzione Ragni
  - 3º Battaglione paracadutisti Poggio Rusco (ex Battaglione addestramento reclute), su:
    - Compagnia comando e servizi
    - 7ª Compagnia paracadutisti Pantere
    - 8ª Compagnia paracadutisti Gazzelle
    - 9ª Compagnia paracadutisti Tigre
    - 10ª Compagnia paracadutisti Canguri, in seguito Veleno e poi 16ª Grifi[2]

Nell'ottobre 1976 vennero consegnate ai battaglioni della Brigata le bandiere di guerra:
- al 2º Battaglione la bandiera già del 187º Reggimento Fanteria Paracadutisti della Divisione "Folgore"
- al 5º Battaglione la bandiera già del 186º Reggimento Fanteria Paracadutisti della Divisione "Folgore"
- al 9º Battaglione la bandiera già del 10º Reggimento arditi

Il 185º Gruppo artiglieria conservò la bandiera del 186º Reggimento Fanteria Paracadutisti della Divisione "Folgore", già in suo possesso, mentre il Battaglione Carabinieri e il Battaglione logistico ricevettero bandiere nuove.
Dal 1979 una compagnia per ciascun battaglione Fanteria paracadutista venne meccanizzata con l'assegnazione di veicoli blindati VCC-2. Nel corso del 1980 la Compagnia genio pionieri venne trasformata in Compagnia genio guastatori e venne costituita la Musica d'Ordinanza delle Aviotruppe presso la Scuola militare di paracadutismo. L'anno successivo le compagnie Esploratori e Controcarro vennero sciolte e il loro personale ripartito direttamente tra i battaglioni operativi nelle compagnie 10ª Draghi (trasferita dal 3º al 2º Battaglione) e 11ª Peste (di nuova costituzione e assegnata al 5º Battaglione).
Nel 1982 fu inviata in Libano nella missione ITALCON.
Nel 1984 i mortai pesanti che precedentemente equipaggiavano le Compagnie armi di sostegno dei battaglioni vennero riassegnati al 185º Gruppo artiglieria come armamento alternativo rispetto agli obici da 105/14, mentre i battaglioni vennero riequipaggiati con mortai medi.

### La riorganizzazione degli anni 1990
La struttura generale della Brigata restò immutata fino al 1991, quando venne riorganizzato e inserito nella brigata il 183º Battaglione paracadutisti Nembo, che dopo la fine della guerra era stato trasformato in Battaglione di Fanteria e inquadrato nella Divisione Meccanizzata Folgore (pur portando sul basco nero il classico fregio con ali e gladio, e sfilando con reparti di rappresentanza della Folgore nell'ambito dei raduni nazionali dei Paracadutisti d'Italia). Nello stesso anno, iniziò una nuova riorganizzazione dell'Esercito Italiano, con la progressiva reintroduzione del livello reggimentale. I battaglioni continuarono a esistere, ma inseriti come elemento operativo all'interno di un Reggimento, come segue:
- 1º Reggimento carabinieri paracadutisti Folgore (1992) con il 1º Battaglione carabinieri paracadutisti Eluet el Asel
- 9º Reggimento d'assalto paracadutisti incursori Folgore (1995) con il 1º Battaglione incursori
- 183º Reggimento paracadutisti Nembo (1993) con il 1º Battaglione paracadutisti Grizzano
- 185º Reggimento artiglieria paracadutisti Folgore (1992) con il 1º Gruppo artiglieria paracadutisti Viterbo
- 186º Reggimento paracadutisti Folgore (1992) con il 5º Battaglione paracadutisti "El Alamein"
- 187º Reggimento paracadutisti Folgore (1992) con il 2º Battaglione paracadutisti Tarquinia

Dal dicembre 1992 fu impiegata in Somalia fino al settembre 1993, nella missione ITALFOR "Ibis, nell'ambito dell'operazione Restore Hope".
Nel 1997 la brigata passava alle dipendenze del Comando delle forze operative di proiezione, costituito in quell'anno nell'ambito dei provvedimenti connessi con l'attuazione del Nuovo modello di difesa. Nel 1998 veniva sciolto il 3º Battaglione paracadutisti Poggio Rusco, che non aveva assunto la struttura reggimentale e l'anno successivo la Scuola militare di paracadutismo divenne il Centro addestramento paracadutismo.

### Gli anni 2000

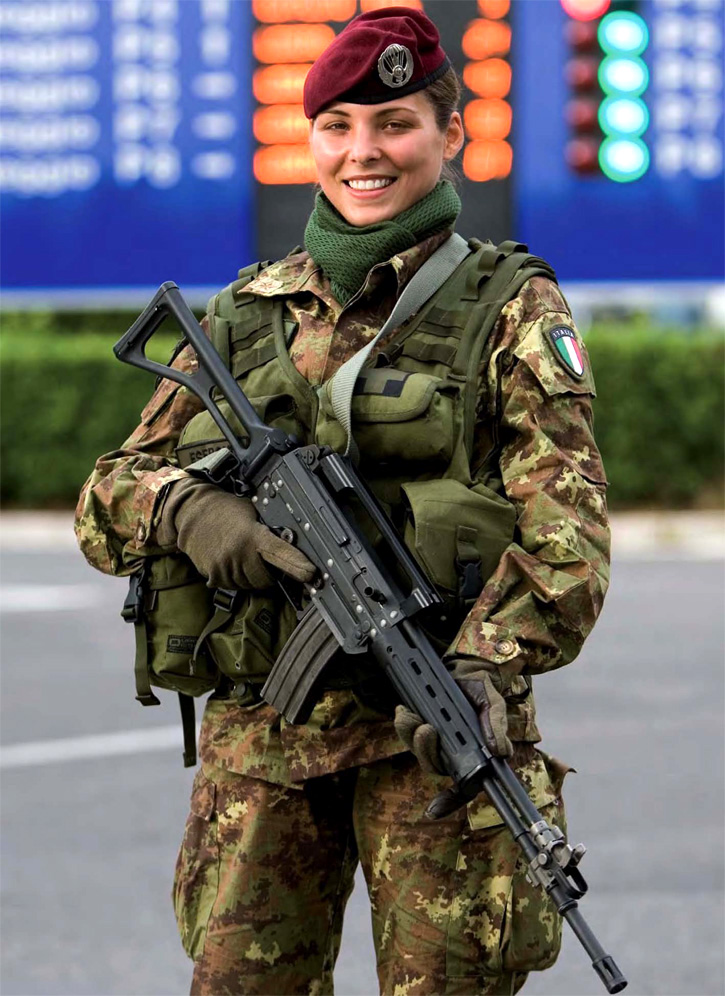
Una paracadutista della "Folgore", equipaggiata con un Beretta SC 70/90, in servizio d'ordine durante i XX Giochi olimpici invernali di Torino 2006

La brigata dal 1º dicembre 2000 passa alle dipendenze del 1º Comando Forze di Difesa. Nello stesso anno il 185º Reggimento artiglieria modificò radicalmente le proprie funzioni, divenendo il 185º Reggimento artiglieria terrestre paracadutisti acquisizione obiettivi (dal 2004 185º Reggimento paracadutisti ricognizione acquisizione obiettivi Folgore - RAO) e alla fine dello stesso anno con la riconfigurazione del Comando delle forze operative di proiezione, la Brigata paracadutisti "Folgore" passava alle dipendenze del 1º Comando delle forze di difesa insieme alla Brigata aeromobile "Friuli". Nel 2001 gli elicotteristi del 26º Gruppo squadroni Giove lasciarono la Brigata e venne sciolta la Compagnia genio guastatori potenziando la componente del genio prima a livello battaglione (8º Battaglione guastatori paracadutisti Folgore - 1º giugno 2001) e poi reggimento (8º Reggimento genio guastatori paracadutisti Folgore - 13 ottobre 2004). Nel 2002 il 1º Reggimento carabinieri paracadutisti Tuscania esce dai ranghi della Brigata a seguito della scissione dall'Esercito Italiano dell'Arma dei Carabinieri, che diviene Forza Armata Autonoma.
Nel 2004 la brigata passa alle dipendenze del COMFOTER.
Nel 2006 la caserma Vannucci della "Folgore" a Livorno subì un attentato dalle Nuove Brigate Rosse ma l'ordigno non esplose del tutto.. Nel 2011 invece un ordigno dinamitardo di un gruppo anarchico ferì il tenente colonnello Alessandro Albamonte, capo di stato maggiore delle brigata.
Nel 2013, nell'ambito della successiva riorganizzazione, la Brigata transita alle dirette dipendenze di COMFOTER e vede mutare nuovamente la sua composizione. Entrano nella grande unità il 3º Reggimento Savoia Cavalleria, il 6º Reggimento logistico Folgore e il neo ricostituito 185º Reggimento artiglieria paracadutisti.
Lasciano invece la Folgore il 9º Reggimento paracadutisti d'assalto Col Moschin e il 185º Reggimento paracadutisti ricognizione acquisizione obiettivi Folgore, entrati a far parte dal 2014 del Comando delle forze speciali dell'Esercito, alle dirette dipendenze del sottocapo di Stato maggiore.
Dal settembre 2016 la brigata lascia il Comando delle forze operative terrestri e passa alle dipendenze del Comando Forze Operative Nord.

## I comandanti
Brigata paracadutisti
- Gen. B. Aldo Magri[8]
- Col. Renato Mascaretti
- Gen. B. Alberto Li Gobbi[9]

Brigata paracadutisti "Folgore"
- Gen. B. Alberto Li Gobbi
- Gen. B. Ferruccio Brandi[11]
- Gen. B. Vitaliano Gambarotta[8]
- Gen. B. Tito Salmi
- Gen. B. Gaetano Pellegrino
- Gen. B. Francesco De Vita
- Gen. B. Ambrogio Viviani (1980-1981)
- Gen. B. Lucio Innecco
- Gen. B. Antonio Milani (1983-1986)
- Gen. B. Aldo Sagnelli
- Gen. B. Franco Monticone (1988-1991)

- Gen. B. Bruno Loi (1991-1994)
- Gen. B. Bruno Viva (1994-1996)
- Gen. B. Luigi Cantone (1996-1997)
- Brig. Gen. Enrico Celentano (1997-1999)
- Brig. Gen. Pierluigi Torelli (1999-2002)
- Brig. Gen. Marco Bertolini (2002-2004)
- Brig. Gen. Pietro Costantino (2004-2005)
- Gen. B. Antonio Satta (2005-2006)
- Gen. B. Maurizio Fioravanti (2006-2008)
- Gen. B. Rosario Castellano (2008-2009)
- Gen. B. Federico D'Apuzzo (2009-2010)
- Gen. B. Carmine Masiello (2010-2011)
- Gen. B. Massimo Mingiardi (2011-2013)
- Gen. B. Lorenzo D'Addario (2013-2015)
- Gen. B. Giovanni Maria Iannucci (2015-2016)
- Gen. B. Roberto Vannacci (2016-2017)
- Gen. B. Rodolfo Sganga (2017-2019)
- Gen. B. Beniamino Vergori (2019-2021)
- Gen. B. Roberto Vergori (2021- 2023)
- Gen. B. Massimiliano Mongillo (2023 -2024)
- Gen. B. Federico Bernacca (2024 in carica)

## Organizzazione
- Comando Brigata paracadutisti Folgore con sede a Livorno[13]
- 184º Reparto comando e supporti tattici Nembo con sede a Livorno[14], su:
  - Compagnia comando e supporti logistici Camaleonti
  - Compagnia trasmissioni Gufi
  - Sezione maggiorità e personale
  - Sezione logistica
  - Sezione operazioni, addestramento e informazioni
  - Centro addestrativo multifunzione
  - Reparto alla sede
- 183º Reggimento paracadutisti Nembo con sede a Pistoia[15], su:
  - Compagnia comando e supporto logistico Orsi
  - 1º Battaglione fanteria paracadutisti Grizzano, su:
    - 18ª Compagnia fucilieri paracadutisti Leoni
    - 19ª Compagnia fucilieri paracadutisti Linci
    - 20ª Compagnia fucilieri paracadutisti Puma
    - 12ª Compagnia supporto alla manovra paracadutisti Leopardi
- 186º Reggimento paracadutisti Folgore con sede a Siena[16], su:
  - Compagnia comando e supporto logistico Sorci Verdi
  - 5º Battaglione fanteria paracadutisti El Alamein su:
    - 13ª Compagnia fucilieri paracadutisti Condor
    - 14ª Compagnia fucilieri paracadutisti Pantere Indomite
    - 15ª Compagnia fucilieri paracadutisti Diavoli Neri
    - 11ª Compagnia supporto alla manovra paracadutisti Peste
- 187º Reggimento paracadutisti Folgore con sede a Livorno[17], su:
  - Compagnia comando e supporto logistico Aquile
  - 2º Battaglione fanteria paracadutisti Tarquinia, su:
    - 4ª Compagnia fucilieri paracadutisti Falchi
    - 5ª Compagnia fucilieri paracadutisti Pipistrelli
    - 6ª Compagnia fucilieri paracadutisti Grifi
    - 10ª Compagnia supporto alla manovra paracadutisti Draghi
- Reggimento Savoia Cavalleria (3°) con sede a Grosseto[18], su:
  - Squadrone Comando e Supporto Logistico
  - 1º Gruppo Squadroni Esplorante, su:
    - 1º Squadrone esplorante Cap. Abba
    - 2º Squadrone esplorante Cap. Marchio
    - 3º Squadrone esplorante Cap. De Leone
    - Squadrone blindo pesanti
- 185º Reggimento artiglieria paracadutisti Folgore con sede a Bracciano[19], su:
  - Batteria comando e supporto logistico "Leoni"
  - 1º Gruppo artiglieria paracadutisti "Viterbo" su:
    - 1ª Batteria paracadutisti Draghi
    - 2ª Batteria paracadutisti Aquile
    - Batteria sorveglianza e supporto tecnico "Levrieri"
- 8º Reggimento genio guastatori paracadutisti "Folgore" con sede a Legnago[20] (VR), su:
  - Compagnia comando e supporto logistico Leoni
  - 8º Battaglione guastatori paracadutisti Folgore, su:
    - 21ª Compagnia guastatori paracadutisti Giaguari
    - 22ª Compagnia guastatori paracadutisti Angeli Neri
    - 23ª Compagnia guastatori paracadutisti Cinghiali
    - 24ª Compagnia guastatori paracadutisti Tigri
- Reggimento logistico paracadutisti Folgore con sede a Pisa[21], su:
  - Compagnia comando e supporto logistico
  - Battaglione logistico
    - Compagnia mantenimento Castori
    - Compagnia trasporti Canguri
    - Compagnia rifornimento Cobra
- Centro addestramento paracadutismo con sede a Pisa[22], su:
  - Ufficio addestramento e lanci
  - Ufficio segreteria, personale e benessere
  - Ufficio logistico
  - Ufficio amministrazione
  - Reparto alla sede
  - Compagnia comando e servizi
  - Battaglione avio
  - Battaglione addestrativo Poggio Rusco
    - 1ª Compagnia allievi paracadutisti Pantere
    - 2ª Compagnia allievi paracadutisti Gazzelle
    - 3ª Compagnia corsi speciali Tigri
    - 16ª Compagnia istruttori Grifi

### 184º Reparto comando e supporti tatticiNembo
Costituito a Livorno il 1º ottobre 1963 quale Quartier generale della ricostituita Brigata paracadutisti Folgore, assume la denominazione di Reparto comando e trasmissioni il 1º ottobre 1975.
La Compagnia trasmissioni che ne fa parte dal settembre 1977 ha ereditato le tradizioni della 185ª Compagnia genio collegamenti della Divisione Folgore. Dal 1º gennaio 1994 ingloba la Compagnia genio guastatori paracadutisti Folgore, assumendo così la denominazione di Reparto comando e supporti tattici e mantenendo tale denominazione anche dopo lo scioglimento della suddetta compagnia a seguito dell'inquadramento nella brigata dell'8º Reggimento genio guastatori paracadutisti.
Il 1º ottobre 2022 il Reparto acquisisce la Bandiera di Guerra e le tradizioni del 184º Reggimento fanteria “Nembo”, assumendo la denominazione attuale di 184º Reparto Comando e Supporti Tattici “Nembo”.
Il Reparto, inquadrato nella Brigata paracadutisti Folgore è un'unità di supporto fondamentale destinata al sostegno logistico e alla sicurezza del Comando Brigata, alla gestione del sistema di trasmissioni dell'intera brigata, a soddisfare le esigenze di mobilità delle varie unità che compongono la Grande Unità elementare.
Ha partecipato a tutte le operazioni "fuori area" nelle quali è stato presente il Comando Brigata paracadutisti Folgore.

### 183º Reggimento paracadutistiNembo

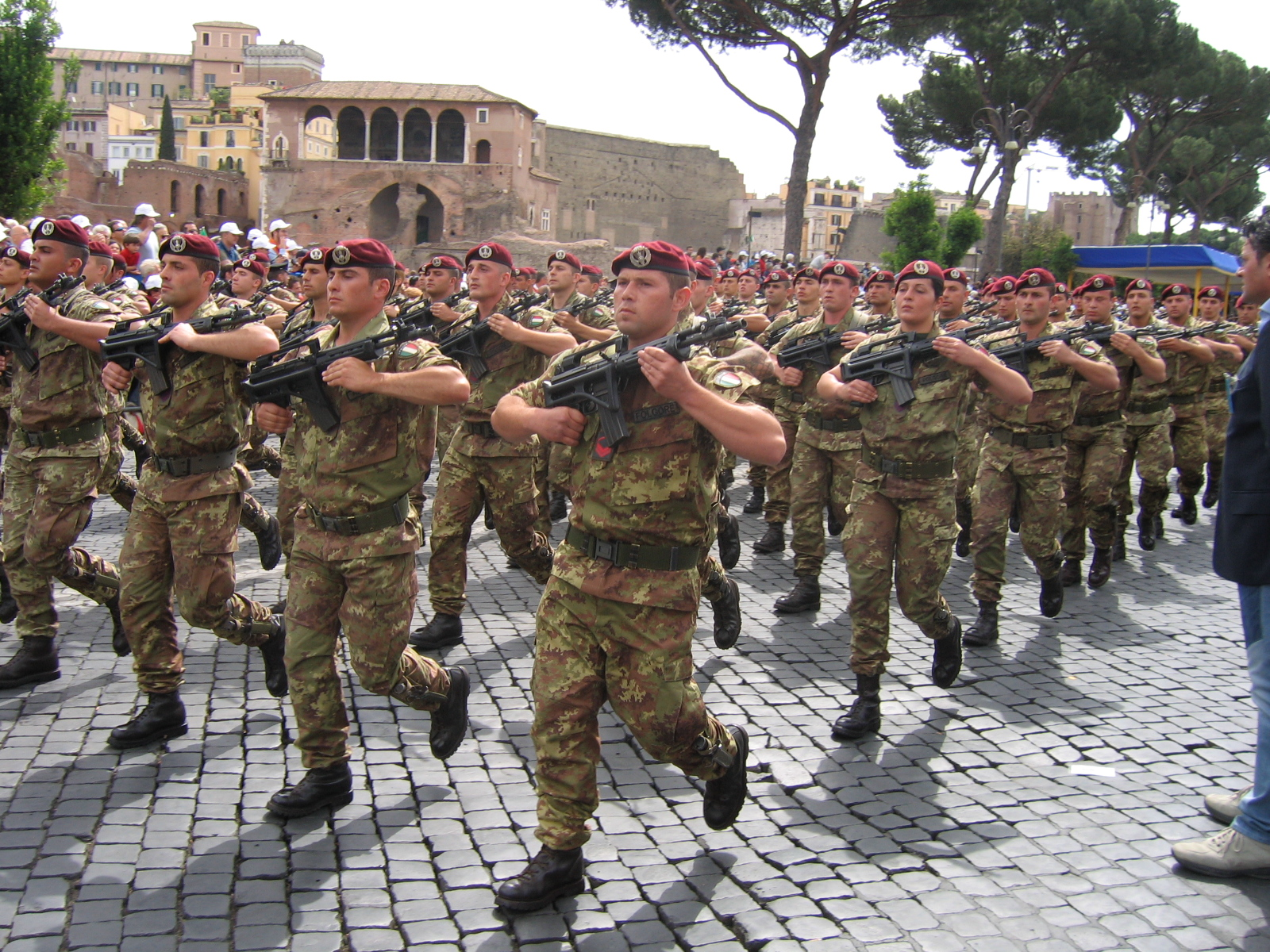
183º Reggimento in sfilata il 2 giugno 2006 a Roma

La 184ª Divisione paracadutisti Nembo venne costituita nel 1943 come seconda Divisione paracadutisti con l'impiego di nuovi reparti e del 185º Reggimento, già della Divisione Folgore.
La Nembo fu inviata alla vigilia dell'8 settembre 1943 in Sardegna, dove sarà decimata dalla malaria.
Reimpiegata, salvo elementi del III e XII Battaglione che aderirono alla Repubblica Sociale Italiana, nella guerra di liberazione italiana trova la sua maggiore gloria nella battaglia di Filottrano, in quella di Case Grizzano e nell'operazione Herring (queste ultime nel Gruppo di Combattimento Folgore, da essa costituito dopo la riconfigurazione della Divisione).
Alla fine della seconda guerra mondiale diverrà il 183º Nembo e sarà utilizzato, come Reggimento prima e Battaglione poi, nella fanteria meccanizzata, passando per le sedi di Brunico, Arezzo, Pistoia, Belluno, Villa Vicentina, Cervignano del Friuli e Gradisca d'Isonzo. In quest'ultima sede rimarrà fino al 1991, anno in cui si è ricostituito il 183º Battaglione paracadutisti Nembo, inquadrato questa volta nella Brigata paracadutisti Folgore. La Folgore stessa era stata ricostituita negli anni sessanta con istruttori provenienti proprio dal Nembo, inquadrato all'epoca nella Divisione meccanizzata Folgore di Treviso. Nel 1993 il battaglione è promosso al rango di Reggimento, e dal 1991 in poi ha partecipato a tutte le missioni internazionali che hanno visto impiegati l'Italia e i paracadutisti.

### 185º Reggimento artiglieria paracadutistiFolgore
La Brigata "Folgore" ha sempre avuto la componente di Artiglieria, rappresentata dalla 1ª Batteria, poi dal Gruppo da campagna paracadutisti e quindi dal 185º gruppo artiglieria da campagna paracadutisti "Viterbo". Questi è nel 1992 divenuto 185º Reggimento Artiglieria Paracadutisti "Folgore", con batteria di autodifesa controaerei Stinger “Scorpioni” e il 1º Gruppo su tre batterie obici/mortai paracadutisti (1^ "Draghi", 2^ "Aquile", 3^ "Diavoli") e la batteria tiro e supporto tecnico “Levrieri”.
Sciolte le batterie nel 2000, cambia percorso di specializzazione e diviene 185º Reggimento Artiglieria Terrestre (Paracadutisti Acquisizione Obiettivi "Folgore"), fino al 2004, quando viene trasformato in 185º Reggimento paracadutisti ricognizione acquisizione obiettivi "Folgore" (spesso abbreviato 185° RRAO).
Nel 2013 nasce il nuovo 185º Reggimento artiglieria paracadutisti "Folgore", che si forma a Bracciano, riprendendo in consegna la Bandiera di Guerra degli artiglieri paracadutisti.

### 186º Reggimento paracadutistiFolgore
Il 186º Reggimento paracadutisti "Folgore" è erede del 186º Reggimento "Folgore" schierato nella battaglia di El Alamein e ne prende in consegna la bandiera, decorata a medaglia d'oro per il comportamento tenuto nella battaglia stessa. È inoltre decorato di due medaglie d'argento al valor dell'Esercito ricevute in Somalia nel 1993 e in Kosovo nel 2004, mentre sono numerosi i paracadutisti del 186º Reggimento che con azioni individuali hanno ricevuto medaglie d'oro, d'argento e di bronzo.
Precedentemente inquadrato come 5º Battaglione paracadutisti "El Alamein", si è riscostituito reggimento nel 1992. È di stanza a Siena presso la caserma Bandini.

### 187º Reggimento paracadutistiFolgore
Il 187º Reggimento paracadutisti "Folgore" nasce nel 1942 quando il 3º Reggimento paracadutisti è ridenominato 187º, guadagnando nella battaglia di El Alamein sei Medaglie d'oro al valor militare. Nel 1976 il 2º Battaglione Paracadutisti "Tarquinia" riceve la Bandiera di Guerra del 187º reggimento, che nel 1992 entra nel ricostituito 187º Reggimento paracadutisti "Folgore". Ha preso parte alle operazioni "Ibis 1" e "Ibis 2" in Somalia e "Joint Endeavour" in Bosnia e, successivamente, "Alba" in Albania, seguite dal Kosovo e Timor Est.
Il reggimento è di stanza a Livorno.

### Reggimento Savoia Cavalleria (3º)
Lo storico Savoia Cavalleria viene ricostituito in Reggimento il 23 maggio 1992 a Merano, e dal 1995 è di stanza a Grosseto, inquadrato nella Brigata aeromobile "Friuli" all'interno del 1º Comando delle Forze di Difesa.
Con la riorganizzazione delle "forze di proiezione", nel 2013 viene inquadrato nella Brigata paracadutisti "Folgore".

### 8º Reggimento genio guastatori paracadutisti "Folgore"
Il 1º giugno 2001 l'8º Battaglione guastatori paracadutisti fu ricostituito a Legnago, per cambio di denominazione del preesistente 5º Battaglione Genio Guastatori "Bolsena" (che aveva inglobato la Compagnia Genio Guastatori Paracadutisti "Folgore") che nel 2000 era stato assunto dalla brigata paracadutisti Folgore.
L'8º Reggimento genio guastatori paracadutisti "Folgore" venne ufficialmente ricostituito il 13 ottobre 2004 nella caserma "Donato Briscese" di Legnago, in provincia di Verona, in seguito all'elevazione al rango di reggimento dell'8º Battaglione guastatori paracadutisti.

### Reggimento logistico paracadutistiFolgore
Il reggimento logistico "Folgore" dal 2015 è l'erede del 6º Reggimento di Manovra (a sua volta erede del battaglione logistico Paracadutisti "Folgore" e del Reparto Sanità "Centauro"), che dal 2001 era costituito da una compagnia comando e servizi, un reparto sanità, un battaglione mantenimento e un battaglione rifornimenti.
Oggi è costituito da una Compagnia comando e Supporto logistico e da un battaglione logistico, a sua volta composto da tre compagnie (mantenimento, trasporti e rifornimento). Il reggimento è di stanza a Pisa.

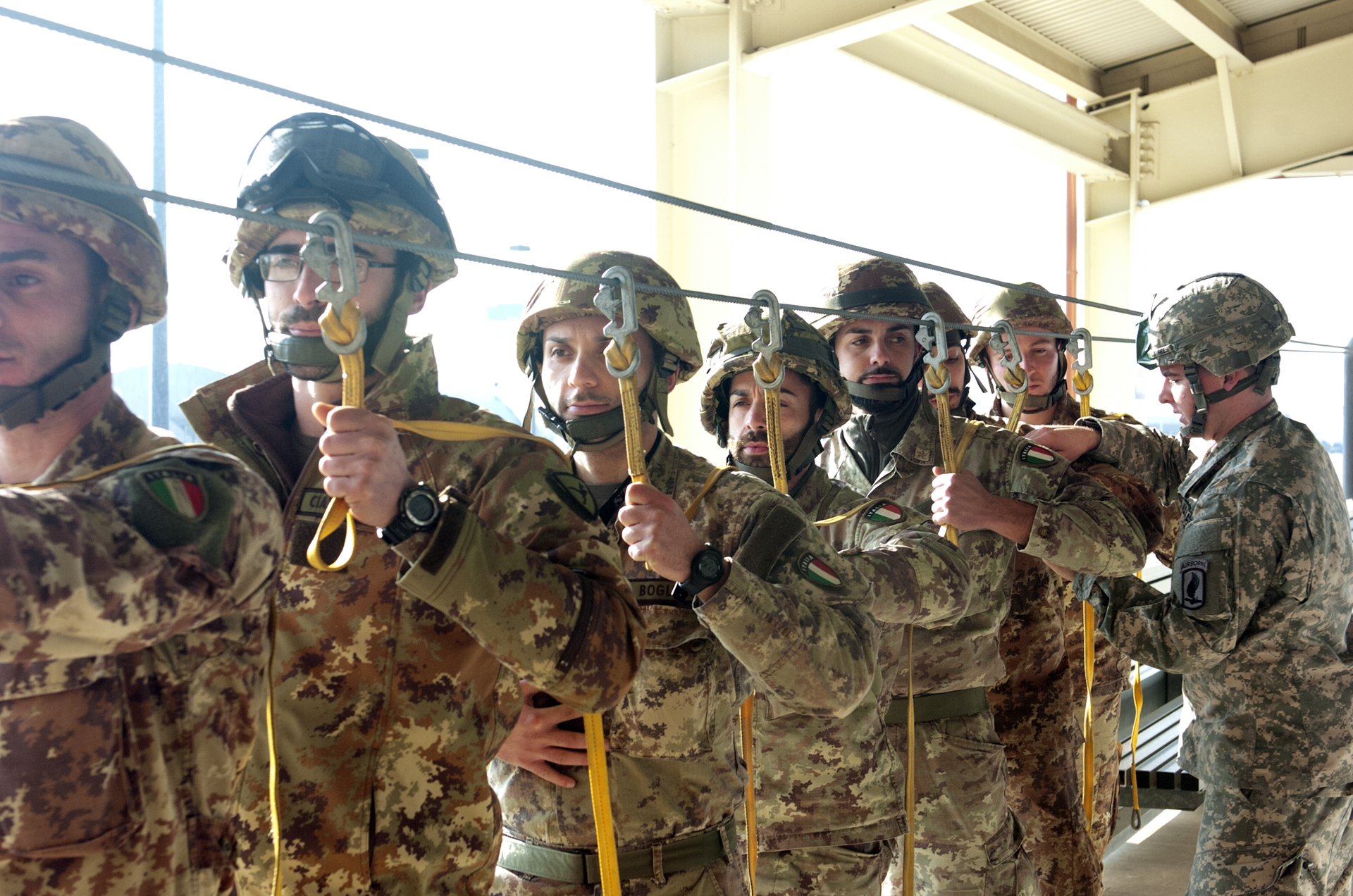
Parà della brigata in attesa di un lancio di addestramento

### Centro addestramento paracadutismo
Nel 1947 i reduci delle divisioni della Folgore furono riuniti nel Centro di Paracadutismo a Roma, che nel 1950 venne trasferito a Viterbo. Il 16 giugno 1957 il Centro venne trasferito a Pisa, poiché la città era anche sede della 46ª brigata aerea, l’unica brigata dell’Aeronautica militare dotata di aerei da trasporto e da lancio. 
Il CAPAR da quella data ha sede alla caserma “Gamerra” di Pisa. Nel dicembre 1963 diviene Centro Addestramento Paracadutisti alle dipendenze della brigata, ma il 1º aprile 1964 viene chiamata Scuola Militare di Paracadutismo (Smipar) passando alle dipendenze dell'Ispettorato di Fanteria. Dal 1º gennaio 1983 la Scuola torna alle dipendenze della Brigata Paracadutisti "Folgore", e dal 1999 riprende l'attuale denominazione.
È una struttura di livello reggimentale articolata e complessa.
Rilascia le qualifiche di paracadutista militare a tutto il personale che presta servizio presso le aviotruppe delle Forze armate italiane.
La Bandiera d’Istituto del Capar è decorata con Medaglia di Bronzo al Valore dell’Esercito.

#### Struttura
Il comandante dal settembre 2021 è il Colonnello Gianni Copponi.
L'organizzazione del CAPAR comprende:
- Comando
  - Segreteria Personale e Benessere
  - Ufficio Addestramento e Lanci
  - Ufficio Logistico
  - Ufficio Amministrazione
- Reparto alla Sede
- Compagnia Comando e Servizi
- Battaglione Addestrativo “Poggio Rusco”
- Battaglione Avio

Inoltre è sede anche del:
- Centro Sanitario Aviotruppe
- Museo storico delle aviotruppe
- Banda musicale della brigata
- Sezione paracadutismo del Centro sportivo dell'Esercito.[25]

#### Sezione di Paracadutismo Sportivo
Presso il Centro Addestramento Paracadutismo ha sede la Sezione di Paracadutismo del Reparto Attività Sportive (RAS) del Centro Sportivo Esercito, dove si allenano gli atleti militari dell'Esercito per le attività di paracadutismo sportivo.
Le discipline praticate sono la "Precisione in Atterraggio", lo "Stile" in caduta libera e le "Formazioni in Caduta Libera", il "Paraski", il "Vertical Formation Skydiving" e lo "Speed".
Questa sezione agonistica è stata fondata negli anni sessanta. Ha da subito partecipato alle più importanti manifestazioni e competizioni di paracadutismo sportivo, in ambito sia militare sia civile.
La sua storia comincia nel 1962 quando due ufficiali dell'allora Scuola Militare di Paracadutismo, Ottavio Guidolin e Carlo Negretti, tornano dalla Francia dopo aver frequentato un corso di paracadutismo con la tecnica della "caduta libera". Uno dei vantaggi di questa evoluzione aviolancistica fu di passare a velature direzionabili.
Sotto l'impulso di un ufficiale dalla forte personalità, il maggiore Gaetano Argento, si formò un nutrito gruppo di appassionati. Fu così che questi paracadutisti, tra i quali il maggiore Piero Goffis, cominciarono a esibirsi in numerosi lanci di manifestazione su tutto il territorio nazionale.
Nel frattempo, in ambito civile, il paracadutismo sportivo prendeva piede e si disputavano sempre più gare a livello nazionale e internazionale. Presto l'Aero Club d'Italia individuò tra i militari possibili atleti da far partecipare a tali competizioni. Fino a quel momento l'Esercito non possedeva ancora una propria squadra "ufficiale" di paracadutismo sportivo.
Intorno al 1970, l'allora tenente colonnello Piero Goffis, ufficiale determinato ed entusiasta, viene a sapere che presso il Centro Sportivo Esercito di Roma si stavano creando nuove sezioni per rappresentare l'Esercito nei diversi sport. Goffis incontra i suoi comandanti e con grande soddisfazione annuncia la nascita della Sezione di Paracadutismo Sportivo dell’Esercito, di cui sarà il primo comandante.

## Equipaggiamento
| Nome                               | Calibro            | Tipo                                   | Nazionalità |
| ---------------------------------- | ------------------ | -------------------------------------- | ----------- |
| Extrema Ratio Fulcrum Bayonet E.I. |                    | Baionetta                              | Italia      |
| Extrema Ratio coltello Nimbus      |                    | Coltello da combattimento              | Italia      |
| Beretta 92FS                       | 9×19 mm Parabellum | Pistola semiautomatica                 | Italia      |
| MP5                                | 9×19 mm Parabellum | Pistola mitragliatrice                 | Germania    |
| Franchi SPAS-15                    | Calibro 12         | Fucile a canna liscia da combattimento | Italia      |
| Benelli M4 Super 90                | Calibro 12         | Fucile a canna liscia da combattimento | Italia      |
| Beretta ARX160                     | 5,56×45 mm NATO    | Fucile d'assalto                       | Italia      |
| Colt M4                            | 5,56×45 mm NATO    | Fucile d'assalto                       | Stati Uniti |
| FN Minimi Para                     | 5,56×45 mm NATO    | Mitragliatrice leggera                 | Belgio      |
| Beretta ARX200                     | 7,62×51 mm NATO    | Fucile da battaglia                    | Italia      |
| Sako TRG-42                        | .338 Lapua Magnum  | Fucile di precisione                   | Finlandia   |
| Beretta GLX160                     | 40×46 mm           | Lanciagranate                          | Italia      |
| Panzerfaust 3                      | 110 mm             | Lanciarazzi anticarro                  | Germania    |
| Spike                              |                    | Missile anticarro                      | Israele     |
| OD 82/SE                           |                    | Bomba a mano                           | Italia      |

## Incidenti e fatti d'arme
Alcuni gravi incidenti o fatti d'arme hanno segnato la storia della brigata, in esercitazioni come in missioni operative o di pace. Tra questi:

Aeroporto di Mogadiscio, 16 settembre 1993. Le salme dei parà Rossano Visioli e Giorgio Righetti, caduti nell'agguato al porto nuovo di Mogadiscio, ricevono gli onori militari prima del rimpatrio.

- Il 25 giugno 1967 la strage di Cima Vallona, dove una bomba piazzata da terroristi altoatesini a Sega Digon di Comelico Superiore uccise il capitano dei Carabinieri del battaglione paracadutisti "Tuscania" Francesco Gentile e due incursori del reggimento "Col Moschin", il sottotenente Mario Di Lecce e il Sergente Olivo Dordi. Un altro incursore del Col Moschin, sergente Marcello Fagnani, rimase ferito gravemente[26].
- Il 9 novembre 1971 la tragedia della Meloria, in cui un Lockheed C-130 della Royal Air Force parte di una formazione di dieci aerei da trasporto che carichi di truppe si recava a Villacidro in Sardegna si schiantò sul mare nella zona degli scogli della Meloria; l'aereo era contrassegnato col gesso sulla fiancata dal numero progressivo 4, ed era in volo a bassissima quota per motivi tattici; morirono 46 militari italiani del I reggimento paracadutisti e 6 membri dell'equipaggio inglese; inoltre un incursore del reggimento Col Moschin, il sergente maggiore Giannino Caria, morì durante le ripetute immersioni tese al recupero dei corpi alle quali aveva volontariamente partecipato, e verrà insignito della medaglia d'oro alla memoria; il nome in codice col quale l'aereo era noto era "Gesso 4" per le modalità sopra descritte[27].
- Il 2 luglio 1993, la battaglia del Check Point Pasta a Mogadiscio, Somalia, durante la missione di pace UNOSOM II. A seguito di un agguato preparato da miliziani somali, e dopo un violento scontro a fuoco che coinvolse blindati ed elicotteri d'attacco, tre italiani morirono, tra cui due paracadutisti[28]
- Il 15 settembre 1993, l'agguato al porto nuovo di Mogadiscio, Somalia, durante la missione di pace UNOSOM II. Due parà italiani morirono sotto il fuoco di alcuni cecchini.[29]

## Aspetti controversi

### Gli abusi durante l'operazioneRestore Hope
Nel 1997 suscitò scalpore la pubblicazione di una foto, datata intorno al 1993 e scattata durante l'operazione Restore Hope nel campo di Johar, nella quale un sottufficiale della brigata era colto nell'atto di collocare due elettrodi, composti dai fili di un telefono da campo, sui genitali di un cittadino somalo che si trovava in stato di arresto. Il militare, condannato in primo grado nel 2000, fu prosciolto per intervenuta prescrizione, mentre un suo commilitone, che aveva scelto il patteggiamento, fu condannato in via definitiva.
Successivamente il settimanale Panorama dette conto di alcune presunte violenze commesse dai militari italiani a danno di diversi cittadini somali. I successivi accertamenti permisero però di appurare l'assoluta infondatezza delle notizie pubblicate, mentre il militare che le aveva riferite agli organi di stampa confessò di aver mentito per fini personali.
Lo scalpore suscitato dalle notizie pubblicate da Panorama indusse a istituire una commissione parlamentare d'inchiesta (la commissione Gallo, dal nome del suo presidente, Ettore Gallo) che assunse varie testimonianze. La commissione, pur riconoscendo singoli episodi di violenza perpetrati a danno di alcuni miliziani somali, ritenne inattendibili numerosi testimoni, giudicando non solo come non veritiere, ma anche come "inverosimili", molte dichiarazioni testimoniali. In particolare, era stato coinvolto un alto ufficiale della brigata con l'accusa di aver seviziato e ucciso un tredicenne somalo presso l'ambasciata italiana a Mogadiscio: la Commissione provò la mendacità della dichiarazione accusatoria (peraltro, resa da un civile che, in gioventù, aveva frequentato l'Accademia navale di Livorno e dalla quale era stato a suo tempo allontanato per motivi di salute, con la diagnosi di "note neurotoniche nevrasteniche"); anche il processo ordinario si concluse con l'assoluzione dell'imputato, da un lato appurando la falsità della dichiarazione, dall'altro stigmatizzando come i vertici militari non avessero collaborato alle indagini "per negligenza o altro".
Furono intanto convocati in Italia alcuni civili somali, che rendessero dichiarazioni utili alle indagini. Proprio in tale occasione, uno dei cittadini somali, Ahmed Ali Rage, detto "Gelle", riconobbe un suo connazionale, Hashi Omar Hassan, anch'egli convocato in Italia, quale esecutore del duplice omicidio di Ilaria Alpi e Miran Hrovatin; peraltro, Ali Rage si rese irreperibile nel corso del processo a carico di Hassan, con la conseguenza che le sue dichiarazioni, precedentemente rese a carico di Hassan, poterono essere utilizzate ai fini del giudizio, senza contraddittorio e senza esame incrociato. In relazione a questo episodio, buona parte della stampa ha ventilato l'ipotesi di un depistaggio di Stato, specie dopo che Ali Rage, contattato da alcuni giornalisti, ebbe affermato di essere stato indotto ad accusare Hassan e di essere stato pagato per mentire. Più in generale, la vicenda Alpi-Hrovatin sarebbe stata stigmatizzata dal sostituto procuratore di Roma, Giuseppe Pititto, allorché le indagini furono avocate dal procuratore Salvatore Vecchione.

### Gli episodi di nonnismo e il caso Scieri
All'interno dell'unità militare si sono verificati alcuni episodi di nonnismo; tra questi, si ricorda il decesso di Emanuele Scieri, avvenuto per una caduta da una torre di asciugatura dei paracadute del CAPAR nell'agosto del 1999.
Poco dopo l'accaduto, vennero presentate alcune interrogazioni parlamentari, come, ad esempio, quelle da parte dei deputati Sandro Delmastro delle Vedove e Athos De Luca all'allora Ministro della difesa Carlo Scognamiglio. Sebbene le prime indagini rivelassero che il giovane siracusano fosse morto da tre giorni circa, nessun testimone fu mai trovato, e il caso fu inizialmente considerato come un suicidio. Le indagini della Procura della Repubblica di Pisa si conclusero con un'archiviazione. Il 4 novembre 2015 venne istituita un'apposita commissione parlamentare d'inchiesta la cui istituzione era stata sollecitata anche da diversi Consigli Comunali tra cui i Consigli Comunali di Siracusa e Pisa; al termine dei lavori – nel settembre 2017 – la commissione ha presentato alla procura di Pisa una richiesta motivata di riapertura delle indagini, che era già stata disposta autonomamente dalla Procura poco prima. Nel 2018 sono state iscritte nel registro degli indagati tre persone: l'ipotesi è quella di omicidio volontario per omissione. Dopo la riesumazione della salma, il 3 giugno 2019 è stata ripetuta l'autopsia presso l'Istituto di medicina legale dell'Università degli Studi di Milano. Si giunse alla formulazione dell'ipotesi di omicidio volontario per la quale furono indagati tre ex militari di leva che all'epoca erano di stanza presso la "Gamerra". Nel luglio 2019 è stato iscritto anche il comandante di allora della brigata Enrico Celentano: le ipotesi di reato sono favoreggiamento e false informazioni al pubblico ministero; il 12 maggio 2020 la Procura Militare di Roma ha chiuso le indagini sulla vicenda emettendo un avviso di conclusione indagini per il reato di "Violenza ad inferiore mediante omicidio pluriaggravato, in concorso". Il 15 giugno la Procura di Pisa conclude le indagini contestando il reato di omicidio volontario. Il 24 febbraio 2021 la Cassazione risolve il conflitto di giurisdizione emerso tra le due procure a vantaggio della giurisdizione ordinaria.

## Le missioni di mantenimento della pace

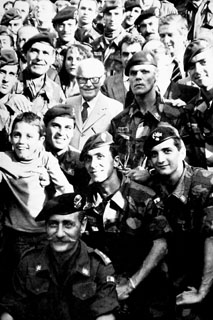
Il Presidente Pertini (al centro) in visita ai militari italiani in Libano nel 1983

La Brigata è stata impiegata in numerose missioni di "peacekeeping" negli anni recenti.
- Libano (1982-1984), ITALCON, una delle prime missioni internazionali di pace.
- Iraq, Kurdistan iracheno (1991), un gruppo tattico paracadutisti opera nel quadro della missione di soccorso umanitario "ITALPAR Airone", ridenominata successivamente "ITALFOR Airone".
- Sicilia (1992), la brigata fornisce effettivi all'operazione Vespri Siciliani per il controllo del territorio e la difesa di obiettivi sensibili.
- Somalia (28 dicembre 1992 - 3 settembre 1993), operazione "Restore Hope" (ITALFOR Ibis).
- Bosnia ed Erzegovina (a partire dal 1996), missione IFOR poi SFOR.
- Kosovo, missione KFOR.
- Albania (1997), partecipazione alla forza di pace FMP.
- Timor Est (1999)
- Afghanistan (luglio 2003 - febbraio 2004), missione Enduring Freedom
- Iraq (aprile - settembre 2005), operazione Antica Babilonia.
- Sudan, missione Leone.
- Libano (aprile 2007), operazione Leonte 2 sotto egida dell'ONU (risoluzione 1701), a seguito della guerra tra Israele e Hezbollah dell'estate del 2006.
- Afghanistan (aprile - ottobre 2009), la Brigata paracadutisti schiera il Comando e le Task Forces del Regional Command West e il contingente italiano in Kabul. Nel corso della missione i paracadutisti sono impegnati in operazioni contro i guerriglieri talebani rimanendo coinvolti in diversi conflitti a fuoco e attentati con IED sepolte nel terreno o autobomba. Il 17 settembre 2009, un attentatore suicida, alla guida di un'auto imbottita con 150 kg di esplosivo, si è fatto esplodere contro un convoglio di ritorno dall'aeroporto di Kabul, causando la morte di sei paracadutisti che si trovavano sui due blindati Lince coinvolti nell'esplosione.[52] I paracadutisti della Folgore sono stati i primi Italiani a essere videoripresi in combattimento in Afghanistan (6 ottobre 2009), grazie al giornalista Rai Nico Piro. Immagini mai viste prima e discordanti con l'etichetta di missione di pace data alla missione italiana in Afghanistan. Il video della battaglia di Parmakan è stato ripubblicato da diversi siti di informazione[53][54], quotidiani[55] e rilanciato dall'agenzia di stampa ANSA e APCOM[56].
- Afghanistan (aprile - ottobre 2011), Comando e Task Forces del Regional Command West.
- Iraq, Kurdistan iracheno (2015), Operazione "Prima Parthica".

## Riepilogo medaglie della Brigata Folgore
| Brigata paracadutisti "Folgore" |                                           |
| Numerico                        | Medaglia                                  |
| 3                               | Cavaliere dell'Ordine militare d'Italia   |
| 4                               | Medaglia d'oro al Valore Militare         |
| 1                               | Medaglia d'oro al valore dell'esercito    |
| 4                               | Medaglia d'argento al valor militare      |
| 7                               | Medaglia d'argento al valor dell'esercito |
| 1                               | Medaglia d'argento al valore civile       |
| 2                               | Medaglia di bronzo al valor militare      |
| 3                               | Medaglia di bronzo al valor dell'esercito |
| 1                               | Croce di guerra al valore militare        |